# Společenské ostrovy
Společenské ostrovy nebo též Ostrovy Společnosti (francouzsky Îles de la Société, tahitsky Tōtaiete mā) je souostroví v jižním Tichém oceánu na 15°-18° j.š., 148°-155° z.d. Administrativně patří pod Francouzskou Polynésii. I když je rozšířený názor, že kapitán James Cook ostrovy pojmenoval Society Islands na počest britské Královské společnosti, která sponzorovala průzkum těchto vod, Cook sám uvádí ve svém lodním deníku, že ostrovy pojmenoval Společenské, protože „leží souvisle jeden vedle druhého."
Souostroví se dělí zeměpisně, politicky i administrativně na dvě části: Îles du Vent (Návětrné ostrovy) a Îles Sous-le-Vent (Závětrné ostrovy):
- Îles du Vent (Návětrné ostrovy)
  - Mehetia
  - Tahiti
  - Moorea
  - Maiao
  - Tetiaroa
- Îles Sous-le-Vent (Závětrné ostrovy)
  - Huahine
  - Bora-Bora
  - Raiatea
  - Tahaa
  - Maupiti
  - Tupai
  - Mopelia
  - Scilly
  - Motu One

Ostrovy jsou dílem sopečného, dílem korálového původu.
V roce 1843 se souostroví stalo francouzským protektorátem a v roce 1880 kolonií. Podle sčítání lidu v srpnu 2007 na nich žije 227 807 obyvatel.